# Tatiana Menchova
Tatiana Menchova (en russe : Татьяна Геннадьевна Меньшова) est une joueuse de volley-ball russe née le 27 janvier 1970 à Temirtaw.